# Нігяр Гасан-Заде
Нігяр Гасан-заде (азерб. Nigar Həsənzadə, англ. Nigar Hasan-Zadeh) — азербайджанська поетеса.

## Біографія
Нігяр Гасан-заде народилася 5 квітня в місті Баку, Азербайджанської РСР. Закінчила філологічний факультет Інституту російської мови та літератури в Баку. З 2000 року проживає в Лондоні.
- Член Спілки письменників Азербайджану.
- Член Міжнародного літературного товариства «PEN»
- Лауреатка премії Національної Академії Азербайджану «Хумай»

Перша книга віршів «Крилами за горизонт» була видана у Баку в 2000 році.
У 2002 році збірка віршів «Крилами за горизонт» була удостоєна премії Національної академії Азербайджану «Хумай».
У 2002 році — у Лондоні (Велика Британії) і вийшов переклад книги («On Wings Over the Horizon» / Negar Hasan-zadeh), у перекладі англійського поета — перекладача Річарда МакКейна, відомого своїми перекладами російських поетів Анни Ахматової, Осипа Мандельштама, Миколи Гумільова.
У 2002 році вірші Нігяр Гасан-заде увійшли до антології «Russian Women Poets» у Великій Британії
У 2004 році було видано другу поетичну збірку під назвою «Під чужими хмарами».
Антологія кращих жінок поетів Росії XX століття «Russian Women Poets» була видана в США видавництвом «Carcanet» у 2005 році.
У 2009 році Нігяр Гасан-заде була включена до списку 10 кращих зарубіжних поетів, які проживають на території Великої Британії, в результаті чого твори Нігяр у її власному виконанні назавжди увійшли до безсмертних аудіоархівів Британської бібліотеки (British Library).
У 2012 році видана книга «Маленький Казкар і Білий Птах Нара», яка тонко і витончено поєднала у своєму змісті духовну та релігійну спадщину Сходу.
З 2015 року Нігяр Гасан-заде очолює літературний проект «Сьоз» (азерб. «Söz») міністерства культури і туризму Азербайджану
З 2016 року вона представляє літературні проекти міжнародної організації TEAS, Азербайджано-європейської організації в Лондоні.
У 2018 році було видано книгу «Зап'ястя», яка побачила світ у Бакинському видавництві «Şərq-Qərb»
Нігяр Гасан-заде також є авторкою численних публікацій, як в Азербайджані, так і за її межами. Її вірші були перекладені і неодноразово опубліковані на сторінках літературної преси Великої Британії, Росії, Німеччини, Туреччини, США, Канади, Австралії та Польщі. Нею проведено більше 60 поетичних вечорів у Великій Британії (South Bank, Institute of Contemporary Art — ICA, River Side studios, Poetry Café, Lauderdale house, St. James Chirch, Pushkin House and ext.)

## Збірки віршів
- «Крилами за горизонт», 2000 рік
- «On Wings Over the Horizon» переклад Річарда МакКейна, 2002 рік[7].
- «Під чужими хмарами», 2004 рік
- «Срібло», 2007 рік[8]
- «Маленький казкар і Білий Птах Нара», 2012 рік[9].
- «Зап'ястя», 2018 рік[10]

## Вірші
- Ну ось і все… дякую Вам
- Ввижаються прозорі тумани
- Нещирість
- Поцілуй мене в очі
- Вранці встану
- Якщо розтягнути мене…
- Прости Велюр приголубленою ночі
- У вікна стукайте мої…
- Я тебе приховую з пісні…
- Ні мій — ні їсти — не будеш
- Увечері темним…
- Потоне море…[11]
- Будь проклятий[12]
- Пробач[13]